# La puerta abierta (película de 1957)
La puerta abierta es una coproducción hispano-italiana de drama estrenada en 1957, dirigida por César Fernández Ardavín y protagonizada en los papeles principales por Amedeo Nazzari y Märta Torén.
La película, basada en la novela "Tűzmadár" de Lajos Zilahy, consiguió el segundo puesto en la categoría de mejor película en los galardones del Sindicato Nacional del Espectáculo del año 1957.

## Sinopsis
Poco tiempo después de establecerse en Madrid, aparece el cuerpo de un bailarín asesinado. Su condición de donjuán, además de su vanidad, hacen sospechar a la policía que se trata de un crimen pasional. Mientras la investigación sigue su cursos, las dudas y los celos de uno de sus vecinos amenazan con dañar su vida familiar.

## Reparto
| Intérprete              | Personaje                  |
| ----------------------- | -------------------------- |
| Amedeo Nazzari          | Embajador Michel de Caroli |
| Märta Torén             | Condesa Isabel de Caroli   |
| Rafael de Córdoba       | Alomar                     |
| Nadia Marlowa           | Marietta                   |
| Carlos Casaravilla      | Comisario                  |
| Carlos Larrañaga        | Pedro                      |
| Aurora de Alba          | Yolanda                    |
| Teresa del Río          | Nora                       |
| Salvador Soler Marí     | Asistente del embajador    |
| Manuel Arbó             | Asistente del comisario    |
| Aníbal Vela             | Esteban                    |
| Vicente Ávila           |                            |
| Francisco Sánchez       | Muñoz                      |
| María del Pilar Armesto |                            |
| Julia Pachelo           |                            |
| Nora Samsó              |                            |
| José Prada              |                            |